# Concerto pour clarinette de Berio
Pour les articles homonymes, voir Concerto pour clarinette (homonymie).
Le Concerto pour clarinette Op. 120, No. 1, également intitulé Opus 120, No. 1 ou dans sa forme allemande, Opus 120, Nr. 1, est un arrangement pour clarinette et orchestre de la Sonate pour clarinette et piano op. 120, no 1 de  Johannes Brahms par le compositeur italien Luciano Berio réalisé en 1986. Comme pour la sonate originale, le soliste de cet arrangement peut être soit une clarinette, soit un alto.

## Composition
Compositeur d'avant-garde, Luciano Berio est également actif en tant qu'arrangeur, un exemple étant ses Quattro versioni originali della "Ritirata notturna di Madrid" (en), un arrangement de la Musica notturna delle strade di Madrid de Luigi Boccherini. Op. 120, No. 1 est un arrangement pour clarinette et orchestre de la Sonate Op. 120, No. 1 de Johannes Brahms  qui a été commandé par le Los Angeles Philharmonic en 1986, et a été créé avec le clarinettiste Michele Zukovsky (en) à Los Angeles, le 6 novembre 1986. La composition a été dédiée à Franco et Barbara Debenedetti et a ensuite été publiée par Universal Edition,.
Brahms lui-même a déclaré une fois dans une lettre au dédicataire de la composition originale, Richard Mühlfeld, qu'il n'avait pas « été assez impulsif pour écrire un concerto » pour lui. L'arrangement conserve le titre de « sonate » même si, étant donné qu'il est arrangé pour soliste et orchestre, il devrait être considéré comme un concerto.

## Structure
Op. 120, no 1 est constitué de quatre mouvements et dure 25 minutes environ. Comme dans le cas de la composition originale de Brahms, la partie solo de l'arrangement de Berio peut être jouée par une clarinette ou un alto. 
Berio a prêté une attention particulière à la structure originale, n'ajoutant qu'une longue section d'introduction et arrangeant le reste de la composition pour orchestre, laissant la partie de clarinette (ou d'alto) presque inchangée. 
La liste des mouvements de cette composition est la suivante :
1. Allegro appassionato (fa mineur, se terminant en fa majeur)
2. Andante un poco adagio (la bémol majeur)
3. Allegretto grazioso (la bémol majeur)
4. Vivace (fa majeur)

## Orchestration
La pièce est écrite pour clarinette (ou alto) et un orchestre constitué de deux flûtes, deux hautbois, deux clarinettes en si bémol, deux bassons, un contrebasson, trois cors en fa, deux trompettes en ut, un trombone, des timbales, et une section de cordes complète,.

## Enregistrements
- L'enregistrement en première mondiale a été réalisé en 1992 avec le clarinettiste James Campbell et le London Symphony Orchestra sous la direction de Geoffrey Simon (en) pour le label Cala Records.
- L' Orchestre Sinfonica di Milano Giuseppe Verdi a enregistré la pièce sous la direction de Riccardo Chailly avec le clarinettiste Fausto Ghiazza chez Decca Records. Il a été enregistré en août 2004 à l'Auditorium di Milano[2].
- Kari Kriikku (clarinette), Orchestre Philharmonique d'Helsinki, Olari Elts. (Ondine, 2017).
- Daniel Ottensamer (en) (clarinette), Sinfonieorchester Basel, Ivor Bolton. (Sony Musique, 2019).